# حاجی بلاغی
حاجی بلاغی یک منطقهٔ مسکونی در ایران است که در دهستان رودشور واقع شده‌است.